# Adriana Basile
Adriana Basile zam. Baroni, także Andreana, zwana La bell’ Adriana (ur. ok. 1580 w okolicach Neapolu, zm. po 1640 prawdop. w Rzymie) – włoska śpiewaczka (kontralt) i instrumentalistka działająca w okresie baroku.

## Życiorys
Urodziła się prawdopodobnie w Posillipo  (współcześnie dzielnica Neapolu), w rodzinie z korzeniami artystycznymi. Przez 10 lat (1610–1617 i 1620–1623) związana była z dworem rodziny Gonzagów w Mantui, początkowo Vincenza, a później Ferdynanda. Jej rodzeństwo również pracowało dla dworu – dwaj bracia: poeta Giambattista i kompozytor Lelio oraz dwie siostry: śpiewaczki Margerita i Vittoria. Adriana wyszła za mąż za szlachcica Mutia Baroniego, z którym miała dwie córki, także śpiewaczki i instrumentalistki: Caterinę i Leonorę .
Okazjonalne występy Adriany Basile we Florencji (1610, 1620, 1630), Mediolanie (1611) i Wenecji (1623) zawsze były wielkimi wydarzeniami artystycznymi. W 1624 roku opuściła dwór Gonzagów i wraz z rodziną przeniosła się do Neapolu , gdzie 12 stycznia 1625 słyszał jej śpiew królewicz Władysław Waza i pertraktował jej przyjazd do Polski; niestety projekt ten nie doszedł do skutku. W 1633 zamieszkała w Rzymie, gdzie wraz z córkami dawała koncerty w swojej willi . Jej mecenasem był w tym czasie kardynał Antonio Barberini . W 1640 powróciła do Neapolu, gdzie prawdopodobnie zmarła .
Basile słynęła z pięknego głosu oraz kunsztu wokalnego i interpretacyjnego, przez co była idealną wykonawczynią kompozycji w stylu monodycznym. W opinii Claudia Monteverdiego była bardziej utalentowana od Francesci Caccini, która w tym czasie śpiewała na dworze Medyceuszy.